# Liquirizia (dolciume)

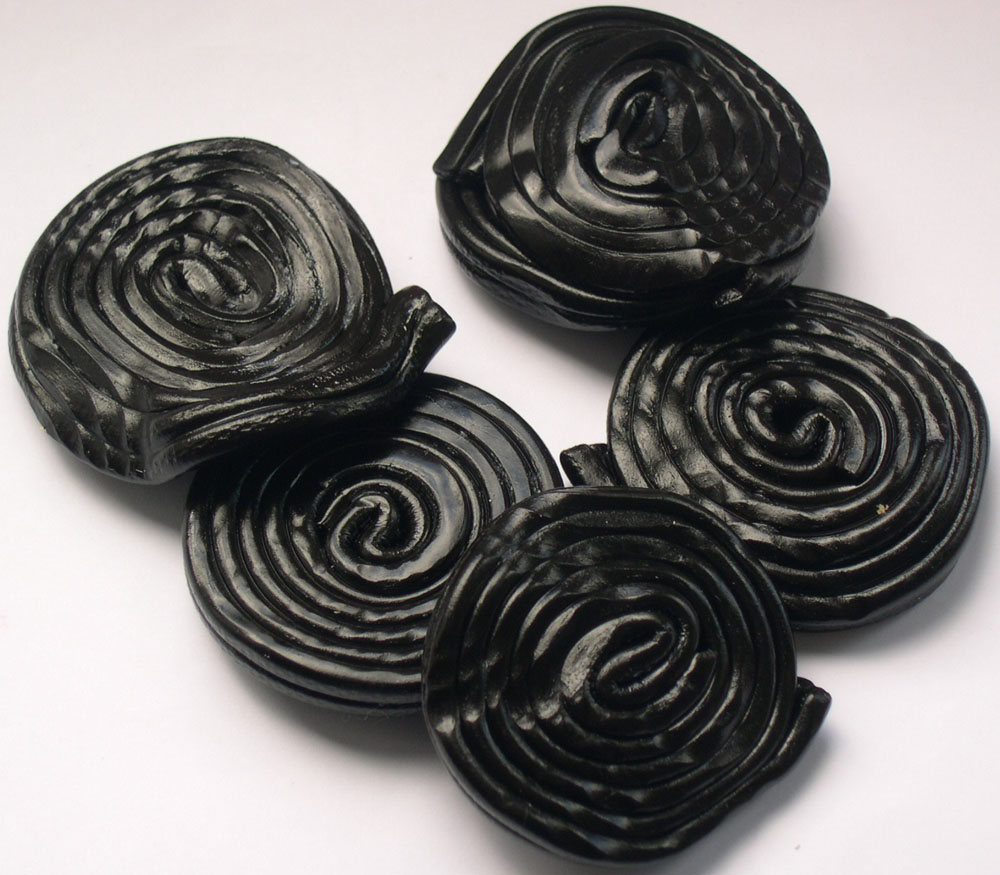
Rotelle alla liquirizia

La liquirizia è un dolciume aromatizzato con estratti della radice di Glycyrrhiza glabra, comunemente chiamata liquirizia. Vengono prodotti diversi tipi di liquirizia: negli USA quella originale è chiamata black licorice, per distinguerla da varietà che non sono aromatizzate con estratto di liquirizia ma vengono comunque confezionate in forma di cordicelle o tubi. Nei Paesi Bassi e Paesi nordici la liquirizia contiene solitamente cloruro d'ammonio invece del cloruro di sodio, specie nella liquirizia salata.

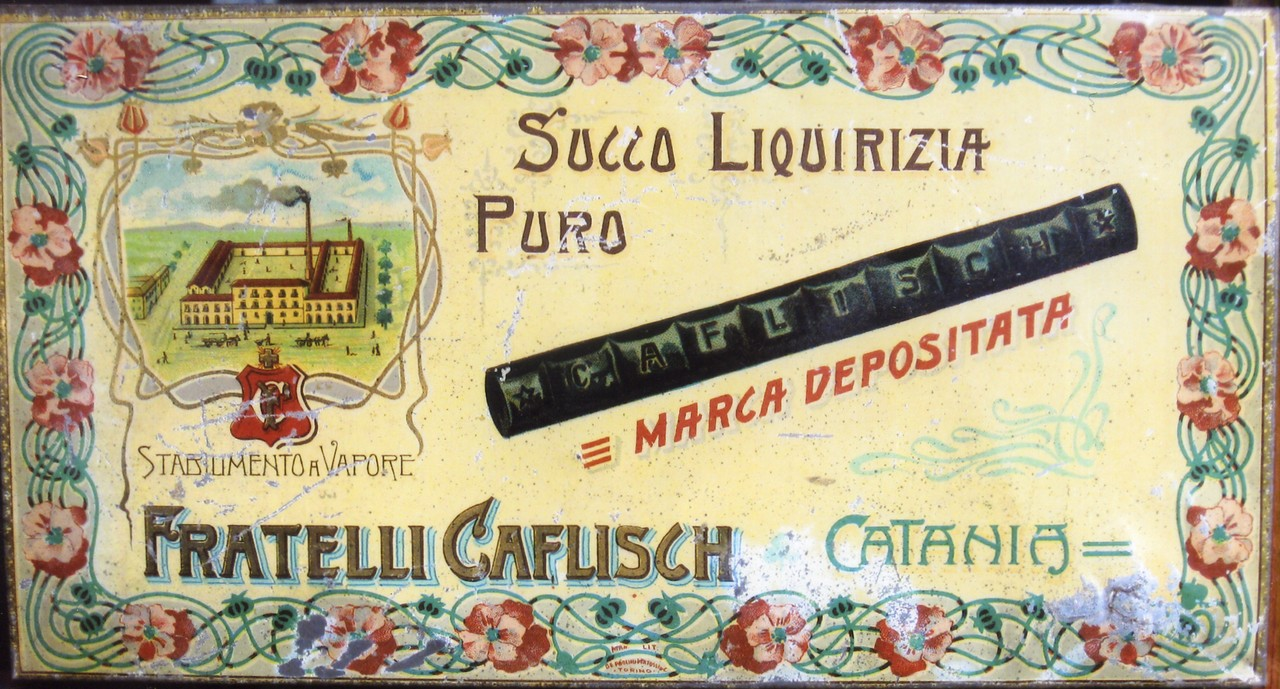
Coperchio di scatola di liquirizie, Stabilimento a vapore dei fratelli Caflisch di Catania, prima metà del Novecento

## Composizione
Gli ingredienti base delle caramelle alla liquirizia sono estratto di liquirizia, zucchero e un addensante (tipicamente amido/farina, gomma arabica, gelatina o una loro combinazione). Ingredienti aggiuntivi sono altri aromi, cera d'api (per lucidare la superficie), cloruro d'ammonio e melassa, che dà alla liquirizia il suo caratteristico colore nero.
Il cloruro d'ammonio è presente nelle caramelle alla liquirizia salata (con concentrazione fino all'8%), ma anche quelle alla liquirizia classica possono contenerne fino al 2%, anche se in queste ultime il sapore del cloruro d'ammonio è mitigato da una maggiore concentrazione di zucchero.

## Produzione
Durante la fabbricazione gli ingredienti vengono disciolti in acqua e scaldati fino a 135 °C. Per ottenere caramelle della forma desiderata, il liquido viene versato in stampi contenenti amido in polvere e poi asciugato. Le caramelle risultanti vengono poi spruzzate con cera d'api che rende la superficie lucida ed evita che i pezzi si attacchino l'uno all'altro all'interno della confezione.

## Effetti sulla salute
L'estratto della radice di liquirizia contiene glicirrizina, dal potere dolcificante 50 volte maggiore rispetto al saccarosio. Questo ingrediente ha proprietà di espettorante e di blando lassativo e può aumentare la pressione sanguigna quando il consumo giornaliero di liquirizia supera i 100 mg di principio attivo al giorno per almeno due settimane.
La liquirizia ha anche potere dissetante: per questa proprietà Alessandro Magno usava fornire alle sue truppe razioni di radice di liquirizia.

## "Liquirizia" rossa

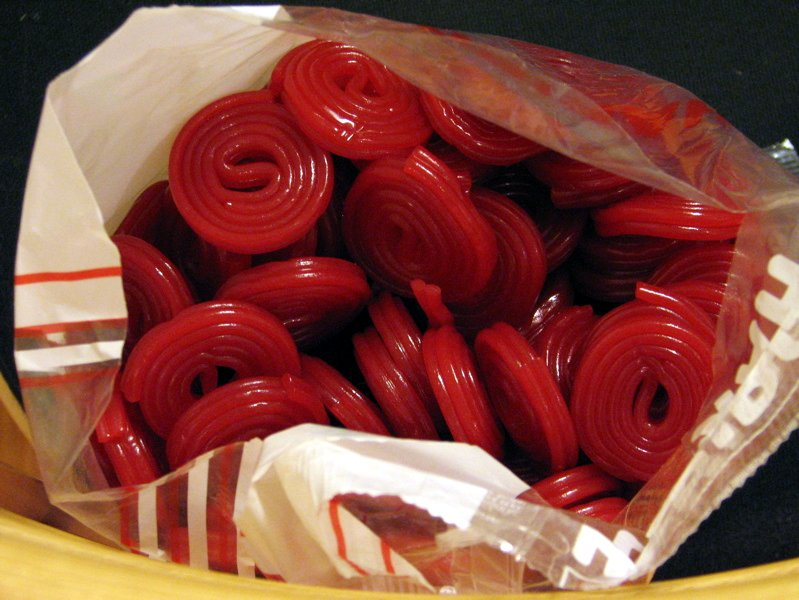
Rotelle di liquirizia rossa

In Australia, Canada, Germania, Nuova Zelanda, Paesi Bassi, Regno Unito, Europa centrale e Stati Uniti d'America è in commercio un prodotto conosciuto come "liquirizia rossa", che ha forme somiglianti a quelle delle caramelle alla liquirizia ma contengono invece estratto di fragola, ciliegia o lampone.